# Sietske Lenchant
Sietske Lenchant (7 april 1993) is een Belgische atlete, die gespecialiseerd is in het hink-stap-springen en de meerkamp. Zij veroverde tien Belgische titels.

## Loopbaan
Lenchant was in haar jeugd actief als meerkampster en verspringster. Daarna begon ze zich toe te leggen op het hink-stap-springen. In 2012 werd ze zowel indoor als outdoor Belgisch kampioene. Outdoor zelfs met een Belgisch juniorenrecord. In 2013 moest ze indoor op het Belgisch kampioenschap de duimen leggen voor Svetlana Bolshakova, maar outdoor kon ze haar titel wel verlengen.
In 2014 veroverde Lenchant naast beide titels in het hink-stap-springen ook een eerste Belgische titel op de zevenkamp. Ook in 2015 werd ze tweemaal Belgisch kampioene hink-stap-springen. Haar doel voor dat seizoen, deelname aan de Europese kampioenschappen U23 in Tallinn, kon ze niet bereiken.. In 2016 kon ze haar titels wegens een blessure niet verlengen. Begin 2017 werd ze opnieuw Belgisch indoorkampioene.
Lenchant is aangesloten bij Regio Oost-Brabant Atletiek.

## Belgische kampioenschappen
Outdoor
| Onderdeel          | Jaar                         |
| ------------------ | ---------------------------- |
| hink-stap-springen | 2012, 2013, 2014, 2015, 2018 |
| zevenkamp          | 2014                         |

Indoor
| Onderdeel          | Jaar                   |
| ------------------ | ---------------------- |
| hink-stap-springen | 2012, 2014, 2015, 2017 |

## Persoonlijke records
Outdoor
| Onderdeel          | Prestatie | Wind (m/s) | Datum                | Plaats    |
| ------------------ | --------- | ---------- | -------------------- | --------- |
| 200 m              | 26,05 s   | 0,7        | 23 augustus 2014     | Nijvel    |
| 800 m              | 2.34,64   |            | 3 augustus 2014      | Dilbeek   |
| 100 m horden       | 15,03 s   | -0,2       | 23 augustus 2014     | Nijvel    |
| hoogspringen       | 1,76 m    |            | 2 augustus 2014      | Dilbeek   |
| verspringen        | 5,77 m    | +0;8       | 1 mei 2012           | Oordegem  |
| hink-stap-springen | 13,03 m   | +1,1       | 19 mei 2018          | Deinze    |
| kogelstoten        | 14,64 m   |            | 09 juli 2022         | Burcht    |
| speerwerpen        | 42,00 m   |            | 29 april 2018        | Kessel-Lo |
| zevenkamp          | 5212 p    |            | 2 en 3 augustus 2014 | Dilbeek   |

Indoor
| Onderdeel          | Prestatie | Datum            | Plaats |
| ------------------ | --------- | ---------------- | ------ |
| 800 m              | 2.42,58   | 5 februari 2012  | Gent   |
| 60 m horden        | 9,11 s    | 5 februari 2012  | Gent   |
| hoogspringen       | 1,79 m    | 25 januari 2015  | Gent   |
| verspringen        | 5,88 m    | 2 februari 2008  | Gent   |
| hink-stap-springen | 13,11 m   | 5 januari 2014   | Gent   |
| kogelstoten        | 13,76 m   | 16 februari 2020 | Gent   |
| vijfkamp           | 3653 p    | 5 februari 2012  | Gent   |

## Palmares

### hink-stap-springen
- 2011:  BK AC – 12,14 m
- 2012:  BK indoor AC - 12,65 m
- 2012:  BK AC – 13,02 m
- 2013:  BK indoor AC - 12,36 m
- 2013:  BK AC – 12,54 m
- 2014:  BK indoor AC - 12,73 m
- 2014:  BK AC – 12,75 m
- 2015:  BK indoor AC - 12,96 m
- 2015:  BK AC – 12,98 m
- 2017:  BK indoor AC - 12,52 m
- 2017:  BK AC - 12,17 m
- 2018:  BK indoor AC – 12,58 m
- 2018:  BK AC – 12,63 m
- 2019:  BK indoor AC – 12,55 m
- 2019:  BK AC – 12,57 m
- 2021:  BK AC – 12,36 m

### kogelstoten
- 2018:  BK indoor AC – 13,29 m
- 2020:  BK indoor AC – 13,76 m
- 2021:  BK AC – 13,54 m
- 2022:  BK indoor AC – 14,50 m
- 2022:  BK AC - 14,61 m

### zevenkamp
- 2013:  BK AC – 4871 p
- 2014:  BK AC – 5081 p